# تسزفيتانا بيرونكوفا
تسزفيتانا بيرونكوفا (بالبلغارية: Цветана Пиронкова)‏ مواليد 13 سبتمبر 1987 في بلوفديف، هي لاعبة كرة مضرب بلغارية تلعب باليد اليمنى بدأت مسيرتها كمحترفة عام 2002 وتحتل حالياً المرتبة رقم. 49 (23 فبراير 2015) في تصنيف رابطة محترفات كرة المضرب. أعلى تصنيف لها في الفردي كان المركز الـ 31 في سنة 2010. شاركت في دورة الألعاب الأولمبية الصيفية.

## روابط خارجية
- تسزفيتانا بيرونكوفا على موقع رابطة محترفات التنس (الإنجليزية)
- تسزفيتانا بيرونكوفا على موقع الاتحاد الدولي لكرة المضرب (الإنجليزية)
- تسزفيتانا بيرونكوفا على موقع كأس بيلي جين كينغ (الإنجليزية)
- تسزفيتانا بيرونكوفا على موقع بطولة ويمبلدون (الإنجليزية)
- تسزفيتانا بيرونكوفا على موقع خلاصة التنس.كوم (الإنجليزية)
- تسزفيتانا بيرونكوفا على موقع إي إس بي إن.كوم (الإنجليزية)
- تسزفيتانا بيرونكوفا على موقع أوليمبيديا (الإنجليزية)